# Jean de Montereul
Jean de Montereul (* 1613 in Paris; † 27. April 1651 ebenda) war ein französischer Diplomat und Mitglied der Académie française.

## Leben
Montereul ging mit 18 Jahren als Botschaftssekretär von Pomponne de Bellièvre, Marquis de Grignon (1606–1657), mit diesem nach Rom. Dort wurde er von dem Neffen Papst Urban VIII., Kardinal Antonio Barberini, späterer Erzbischof von Reims, zum Kanoniker von Toul ernannt. Er kehrte nach Frankreich zurück und wurde Sekretär Contis. Da dieser noch zu jung war, ging Montereul im September 1638 mit Bellièvre nach England und blieb dort bis 1641. Dann ging er mit François du Val, Marquis de Fontenay-Mareuil (1594–1665), nach Rom. 1644 kehrte er nach Paris zurück. 
Von 1645 bis Herbst 1648 war er zur Unterstützung von König Karl I. von England in Mission in Newcastle und Edinburgh. Seine diplomatische Korrespondenz in dieser Mission wurde Ende des 19. Jahrhunderts publiziert. In Paris trat er nun effektiv seine Stelle als Sekretär Contis an und begleitete ihn nach Rom. 1649 war er zurück und wurde in die Académie française (Sitz Nr. 16) gewählt. 1650/1651 erreichte er die Freilassung der Fronde-Führer Condé, Conti und Longueville. Er starb 1651 mit 37 oder 38 Jahren an einem inneren Tumor.